# Callicebus stephennashi
El tití de Stephen Nash (Callicebus stephennashi) es una especie de primate platirrino endémico en la margen derecha del río Purus en Brasil. Fue descubierto por Marc van Roosmalen en 2001 cuando un pescador local trajo algunos especímenes a su centro de cría. La especie fue descrita formalmente en 2002. El nombre específico se colocó en homenaje a Stephen Nash, un ilustrador de Conservación Internacional, la organización que financió el trabajo de Roosmalen. Este animal es casi por completo plateado con frente blanca con patillas y pecho rojos, lo mismo que la cara interna de las extremidades y el vientre. De los aproximadamente 70 centímetros de longitud, alrededor de 45 centímetros pertenecen a la cola.